# The Bonnie Blue Flag

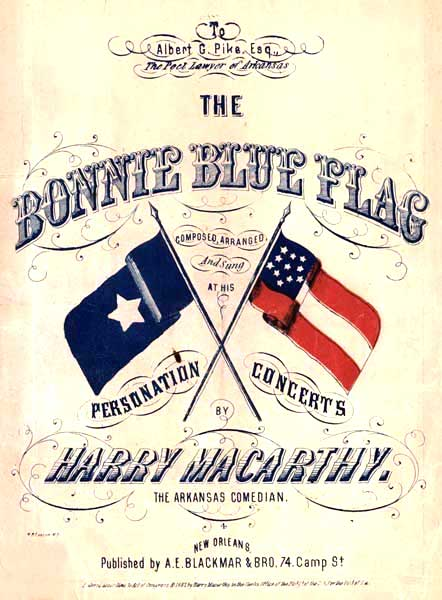
Capa da partitura de 1861 de "A Bandeira Bonnie Blue"

A bandeira referida na letra da canção

"A Bandeira Bonnie Blue", também conhecida como "Somos um Bando de Irmãos", é uma canção militar de 1861 associada aos Estados Confederados da América. As palavras foram escritas pelo entertainer natural do Ulster - Harry McCarthy, tendo sido a melodia extraída da canção "The Irish Jaunting Car". O título da canção faz referência à primeira bandeira não-oficial da Confederação, a "Bandeira Bonnie Blue de uma só estrela" do refrão.
Não há só uma versão desta canção, residindo a diferença em apenas algumas linhas, consideradas por alguns como revisionismo histórico com finalidade política.